# 地理封锁
地理封锁是指互聯網提供方根据用户的地理位置限制用戶訪問某些内容的技术。很多用戶通過VPN服務來規避地理封锁。不過规避地理封锁访问外国互聯網提供方的服务的合法性仍有爭議。

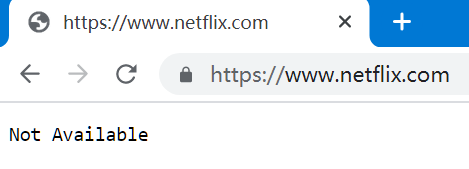
Netflix封锁中国